# Bez stracha i uprёka
Bez stracha i uprёka (Без страха и упрёка) è un film del 1962 diretto da Aleksandr Naumovič Mitta.